# Fay-sur-Lignon
Fay-sur-Lignon è un comune francese di 425 abitanti situato nel dipartimento dell'Alta Loira della regione dell'Alvernia-Rodano-Alpi.

## Società

### Evoluzione demografica
Abitanti censiti